# Sluis Dokkumer Nieuwe Zijlen
Sluis Dokkumer Nieuwe Zijlen is een spuisluis bij de buurtschap Dokkumer Nieuwe Zijlen. De sluis bevindt zich aan het einde van het Dokkumergrootdiep. De afwatering van de Friese boezem vindt via deze spuisluizen plaats op het Dokkumerdiep, dat in verbinding staat met het Lauwersmeer. Over de sluis ligt een brug in de N358. De sluis is een rijksmonument.

## Geschiedenis
In 1723 besloten Gedeputeerde Staten van Friesland dat het Dokkumergrootdiep vanwege het overstromingsgevaar moest worden afgesloten. Twee gedeputeerden werden als commissarissen belast met de overdijking van het Dokkumerdiep en met de aanleg der Dokkumer Nieuwe Zijlen. Het waren Michael Onuphrius thoe Schwartzenberg en Hohenlansberg, grietman van Dantumadeel, die zowel op het terrein van de wiskunde als op dat van de werktuigbouwkunde bijzonder bedreven was, en Philip Frederik Vegelin van Claerbergen, grietman van Haskerland, die evenals zijn collega over dezelfde vaardigheden beschikte. Nadat het werk in 1729 voltooid was was werd een gedenkteken opgericht "ter euwiger gedagtenis", zoals de tekst van het gedenkteken luidt, "van de overdijking van t Dokkumerdiep". Tevens wordt vermeld, dat zesduizend roeden dijk Oostergo "vermindert van wateroverlast". De daadwerkelijke afsluiting van het diep geschiedde in tegenwoordigheid van beide commissarissen. Ook hun wapens kregen een plek op het gedenkteken.
De daadwerkelijk aanleg van het sluizencomplex met drie spuikanalen geschiedde door de Leeuwarder architect Claas Bockes Balck. De waterbouwkundige Willem Loré was verantwoordelijk voor de bouw van de afsluitdijk.
In 1834 en 1900 vonden er restauraties plaats. Na het afsluiten van de Lauwerszee in 1969 werd 150 meter ten zuiden van de sluis de Willem Lorésluis (schutsluis) aangelegd.

## Fotogalerij gedenkteken

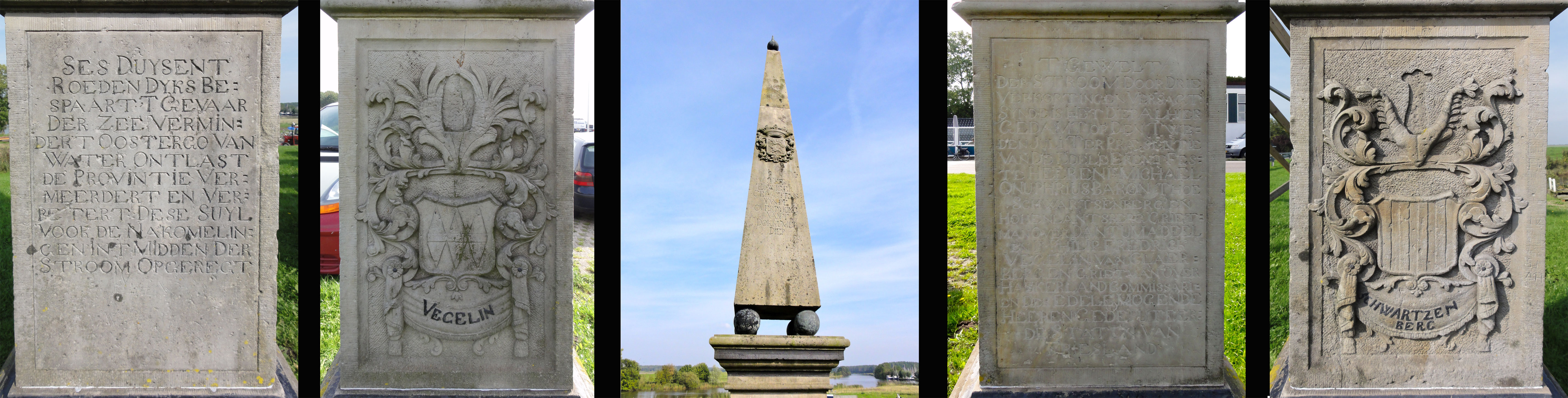